# Elmar Raida
Elmar Raida (* 1958 in Grafenau) ist ein niederbayerischer Komponist und Pianist.

## Leben
Elmar Raida studierte in Wien bei Fritz Pauer Jazzklavier und arbeitet seit 1978 als freischaffender Komponist und Pianist. Seine Karriere startete er im Scharfrichterhaus in Passau. Bekannt wurde er durch die sogenannten „Passauer Abende“ zusammen mit Sigi Zimmerschied, Bruno Jonas und Rudolf Klaffenböck.
1988 begann seine Zusammenarbeit mit dem Landestheater Niederbayern. Er komponierte u. a. die Bühnenmusik für die Stücke „Die Komödie der Irrungen“ (1988), „Schikaneder“ (2004), „Marseillaise“ (2006) und „Silbernase“ (2006). Zusammen mit Sabine Hüttl spielte er den „Bairisch-Klassischen Liederabend“. Dazwischen überzeugte er am Bayerischen Nationaltheater München mit seinen Kompositionen für „Die Frau mit dem Schatten“ von Matthias Politycki (1994) und „Der Öd“ von Uwe Dick (1995).
1995 gründete er die „Raida Singers“. Die „Raida Gang“ kam 2001 mit ihrer CD „Raache Kruifara“ auf die Liederbestenliste des Südwestdeutschen Rundfunks SWR2. 2002 gehörte die „Raida-Gang“ zu den Preisträgern von „Songs an einem Sommerabend“ auf Kloster Banz. Das Bayerische Fernsehen drehte im Juni 2002 einen Film über ihre Griechenland-Konzertreise.
Elmar Raida selbst erhielt 1996 den Kulturpreis des Landkreises Passau und 1998 den Kulturförderpreis Ostbayern.
Heute lebt Elmar Raida zusammen mit seiner Frau in Tiefenbach (bei Passau).

## Diskographie
- LP Klaviererzählungen LOFT 1003
- CD Erlkönigs Stosstrupp SHAMS RECORDS 10008
- CD RAIDA (Singers) die bairische MCCM Records
- CD Raida Gang Raache Kruifara